# Ilston
Ilston (en anglais) ou Llanilltud Gŵyr (en gallois) est un village et une communauté de la cité et comté de Swansea, au pays de Galles.

## Géographie
Ilston est situé sur la péninsule de Gower, à une dizaine de kilomètres à l'ouest du centre-ville de Swansea. La communauté comprend aussi les villages et hameaux de  Parkmill, Nicholaston et Lunnon.

## Démographie
Au recensement de 2011, la communauté d'Ilston comptait 537 habitants.